# Монегаська мова
Монега́ська мова (мон. Munegascu) — рідна мова монегасків, підданих князівства Монако. Іноді вважається діалектом лігурійської мови, яку в Італії вважають діалектом італійської мови.

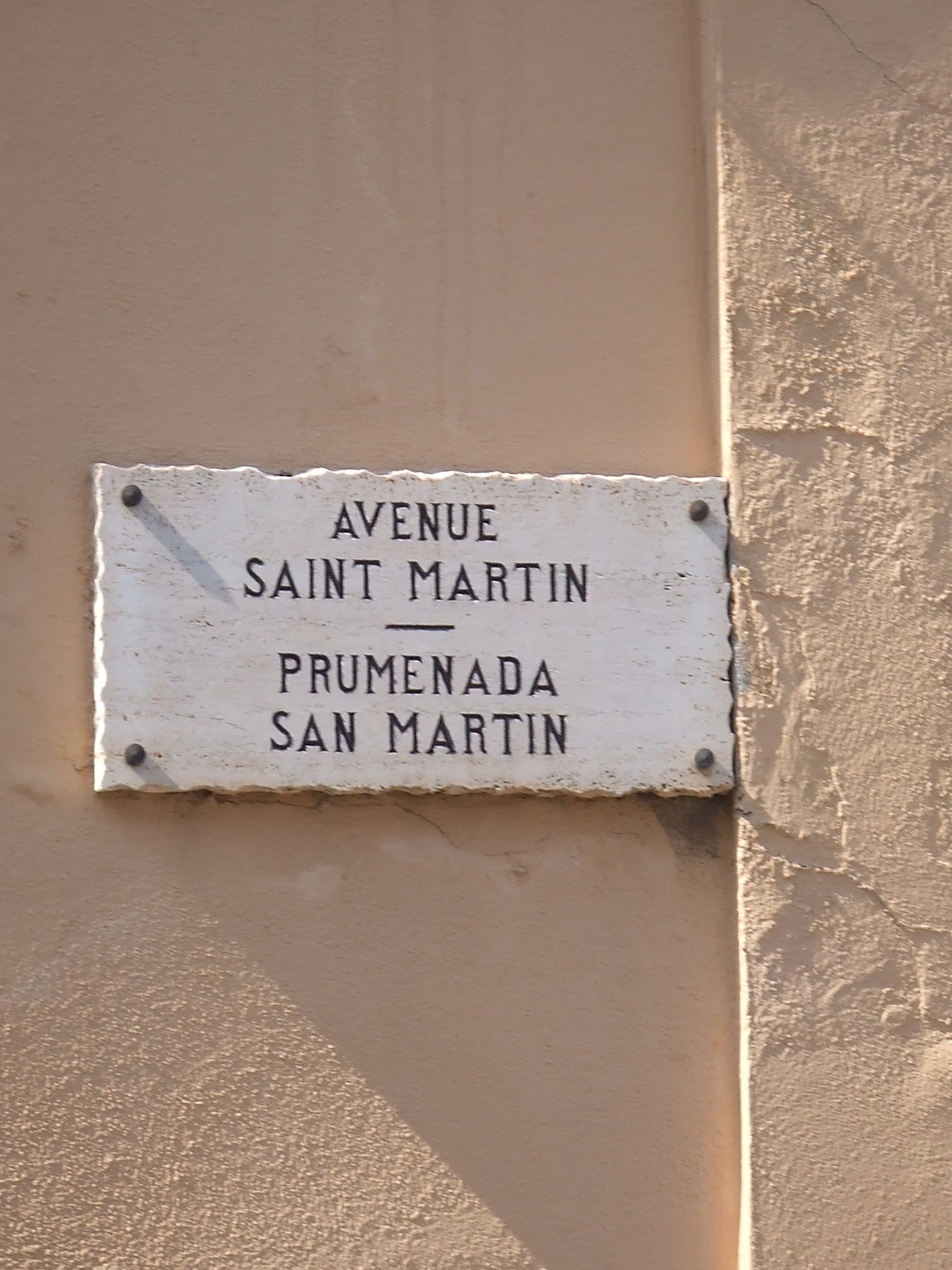
Назва вулиці французькою і монегаською мовами в Монако

Монегаська дуже наближена до діалектів лігурійської мови, якою розмовляють у Генуї (Італія). Частково зазнала впливу ніццького діалекту окситанської мови, якою також традиційно розмовляють у деяких частинах Монако. До анексії 1860 року князівства Ніцца Францією, італійці Ніцци розмовляли дуже близьким до монегаської діалектом лігурійської мови.
Усі монегаски окрім своєї мови розмовляють також французькою. Оскільки самі монегаски становлять меншість населення своєї країни, монегаській мові загрожувало зникнення ще у 1970-х роках. Запровадження монегаської як обов'язкового предмету в школах поліпшило її становище, яке наразі не викликає побоювань щодо зникнення цієї мови.
У старій частині Монако назви вулиць позначено як французькою, так і монегаською мовами.